# Sheykh Rajeh
Sheykh Rajeh (persiska: شيخ رجه) är en ort i Iran.   Den ligger i provinsen Mazandaran, i den norra delen av landet, 160 km nordost om huvudstaden Teheran. Sheykh Rajeh ligger 51 meter över havet och antalet invånare är 179.
Terrängen runt Sheykh Rajeh är platt åt nordväst, men åt sydost är den kuperad. Runt Sheykh Rajeh är det ganska glesbefolkat, med 36 invånare per kvadratkilometer. Närmaste större samhälle är Sari, 16,0 km nordost om Sheykh Rajeh. Trakten runt Sheykh Rajeh består till största delen av jordbruksmark.